# Харангон
Харангон (тадж. Харангон) — река, протекающая по территории Варзобского района районов республиканского подчинения Таджикистана. Левый приток реки Варзоб (бассейн Кафирнигана).
Длина — 20 км. Площадь водосбора — 73,4 км². Количество притоков протяжённостью менее 10 км в бассейне Харангон — 31, их общая длина составляет 46 км. Средневзвешенная высота водосбора — 2060 м. Коэффициент внутригодового стока — 0,13. Месяц с наибольшим стоком — апрель. 10 % от годового стока приходится на период с июля по сентябрь. Тип питания — снего-дождевое.
Согласно данным справочника «Ресурсы поверхностных вод СССР» (1971), Харангон входит в третью группу рек с летним лимитирующим сезоном. В таблице приведены следующие характеристики стока реки (место измерения посёлок Чехак):
| Водность года | Месячный сток (%) | Месячный сток (%) | Месячный сток (%) | Месячный сток (%) | Месячный сток (%) | Месячный сток (%) | Месячный сток (%) | Месячный сток (%) | Месячный сток (%) | Месячный сток (%) | Месячный сток (%) | Месячный сток (%) | Сезонный сток (%) | Сезонный сток (%) | Сезонный сток (%)  |
| Водность года | I                 | II                | III               | IV                | V                 | VI                | VII               | VIII              | IX                | X                 | XI                | XII               | Весна (IV—VII)    | Лето (VIII—IX)    | Зима-лето (X—III)! |
| ------------- | ----------------- | ----------------- | ----------------- | ----------------- | ----------------- | ----------------- | ----------------- | ----------------- | ----------------- | ----------------- | ----------------- | ----------------- | ----------------- | ----------------- | ------------------ |
| Многоводный   | 3,7               | 4,3               | 11,9              | 32,6              | 20,5              | 9,1               | 5,0               | 2,9               | 2,0               | 2,1               | 2,7               | 3,2               | 74,1              | 9,9               | 16,0               |
| Средний       | 3,1               | 4,7               | 15,0              | 29,8              | 20,7              | 8,6               | 4,2               | 2,9               | 2,5               | 2,7               | 2,8               | 3,0               | 74,1              | 9,6               | 16,3               |
| Маловодный    | 3,4               | 4,6               | 12,1              | 29,8              | 22,7              | 9,5               | 3,9               | 2,8               | 2,5               | 2,6               | 3,0               | 3,1               | 74,1              | 9,2               | 16,7               |

### Комментарии
1. ↑  отношение величины стока за период июль-сентябрь к величине стока за период март-июнь